# 毕冰宾
毕冰宾，笔名黑马，中华人民共和国作家、翻译家。河北保定人，河北大学英语专业毕业，福建师范大学研究生毕业，硕士学位。主要从事劳伦斯作品的中文翻译，也进行文学创作。公开发行的作品中，大部分署名黑马，但也有署本名的作品，乃同一人物。

## 主要作品

### 创作
- 《混在北京》 ISBN 9787500427643
- 《我的保定，你的诺丁汉》 ISBN 9787540778156
- 《巴别塔上》 ISBN 9787559843517

### 翻译
- 《查泰莱夫人的情人》 ISBN 9787544783965

等众多劳伦斯作品。
- 《四世同堂》 ISBN 9787020117956 （最后部分的英文回译）[4]